# Hartford (Wisconsin)
Hartford es una ciudad ubicada en el condado de Washington en el estado estadounidense de Wisconsin. En el Censo de 2010 tenía una población de 14.223 habitantes y una densidad poblacional de 684,47 personas por km².

## Geografía
Hartford se encuentra ubicada en las coordenadas 43°19′16″N 88°22′40″O / 43.32111, -88.37778. Según la Oficina del Censo de los Estados Unidos, Hartford tiene una superficie total de 20.78 km², de la cual 20.57 km² corresponden a tierra firme y (1%) 0.21 km² es agua.

## Demografía
Según el censo de 2010, había 14.223 personas residiendo en Hartford. La densidad de población era de 684,47 hab./km². De los 14.223 habitantes, Hartford estaba compuesto por el 94.74% blancos, el 0.86% eran afroamericanos, el 0.47% eran amerindios, el 0.82% eran asiáticos, el 0.03% eran isleños del Pacífico, el 1.84% eran de otras razas y el 1.24% pertenecían a dos o más razas. Del total de la población el 4.82% eran hispanos o latinos de cualquier raza.